# Joachim Daniel Preisler
Pour les articles homonymes, voir Preisler.
 (juillet 2021).
Si vous disposez d'ouvrages ou d'articles de référence ou si vous connaissez des sites web de qualité traitant du thème abordé ici, merci de compléter l'article en donnant les références utiles à sa vérifiabilité et en les liant à la section « Notes et références ».
Joachim Daniel Preisler (Copenhague, 16 novembre 1755 - 2 avril 1809) est un acteur danois.

## Biographie
Joachim Daniel Preisler naît le 16 novembre 1755 à Copenhague, où son père, Johan Martin Preisler, occupe le poste de professeur à l'Académie royale des beaux-arts du Danemark. Dans sa maison d'enfance qui réunit la communauté intellectuelle allemande de son temps à Copenhague, le poète Klopstock en tête, le jeune Joachim Daniel récite pour le bonheur des hôtes[non neutre] des poésies, parle parfaitement le français, l'allemand et le danois, et chante ou joue du piano ou du violon.[Interprétation personnelle ?]
Après des études de théologie, il renonce rapidement à cette profession qui ne lui convient pas[Interprétation personnelle ?], et tombe sous les charmes[style à revoir] de l'actrice Marie Cathrine Devegge qu'il épouse le 4 décembre 1778. Quelques mois plus tard, Preisler débute le 26 janvier 1779 une vie d'acteur. Son physique avantageux et un travail intense lui permet de devenir un acteur populaire, capable de varier les caractères, avec des rôles plus sérieux ou plus comiques, voire fourbes tels que Loki dans la Mort de Baldur de Johannes Ewald. Un de ses rôles les plus marquants est celui du Prince Gonzaga dans la pièce Emilia Galotti de Lessing, où il excelle à mettre en scène l'instabilité latente du personnage qui correspond sans doute à sa propre nature.[Interprétation personnelle ?]
Il fait divers voyages d'étude en 1786 et 1787 à Hambourg au Théâtre de Friedrich Ludwig Schröder. En 1788, la direction du Théâtre royal danois l'envoie en France et Allemagne pour étudier les conditions théâtrales qui y règnent. Il publie un Journal en deux volumes de ce voyage, dans lequel il raconte notamment ses rencontres avec de nombreuses célébrités de l'époque. A Vienne, il a le bonheur de rendre visite à Mozart : « C'est là que j’eus la plus belle heure musicale de ma vie. Ce petit homme et grand maître improvisa à deux reprises sur un piano à pédales, si merveilleusement! Si merveilleusement! Je perdis toute notion de moi-même. Il mélangeait les passages les plus difficiles avec les thèmes les plus adorables. Pendant ce temps, son épouse taillait des plumes pour des copistes, un élève composait, et un petit garçon de quatre ans se promenait dans le jardin en chantant des récitatifs - un mot, tout ce qui entourait cet homme miraculeux était musical. »
La vie de Preisler est cependant à l'image de sa nature instable.[Interprétation personnelle ?] Le 16 avril 1792, alors qu'il doit monter sur scène, il quitte précipitamment Copenhague avec une jeune débutante, joue un certain temps du théâtre en Allemagne, se remarie ensuite avec l'actrice[Wilhelmine Caroline Reimann, et terminera - fortement diminué - comme souffleur au Théâtre royal danois.
En 1802, il publia une pièce de théâtre sous le titre Die Invaliden oder der Triumph des 2. April et puis un roman autobiographique Ferdinand Braun, der Gothe.